# Denis Howell
Denis Howell (Birmingham, 1923. szeptember 4. – Solihull. 1998. április 19.) angol sportminiszter 1964–1970 és 1974–1979 között, nemzetközi labdarúgó-játékvezető.

## Játékos pályafutása
A labdarúgóként nem játszott, de a krikettjátékot rendszeresen művelte.

## Játékvezetői pályafutása

### Nemzeti játékvezetés
Ellenőreinek, sportvezetőinek javaslatára lett az I. Liga játékvezetője.

## Sportvezetői pályafutása
Sportminisztersége előtt aktív, nemzeti játékvezető volt. Javasolta az Angol Labdarúgó Szövetségnek, hogy a pályákon szaporodó botrányok miatt ne csak a játékosokat, hanem a csapatvezetőket, a klubokat (egyesületeket) is büntessék meg.

## Írásai
- 1969-ben Labdarúgó játékvezetés címmel írt egy szakmai kiadványt.
- Baron Howell élettársa szerkesztésében 1990-ben kiadta emlékiratait.